# Squids Odyssey
Squids Odyssey est un jeu vidéo de type tactical RPG développé et édité par The Game Bakers, sorti en 2014 sur Wii U et Nintendo 3DS.

## Accueil
- Canard PC : 7/10[1]